# Blue's
| Recensione      | Giudizio |
| --------------- | -------- |
| All Music Guide |          |

Blue's è il quarto album in studio di Zucchero Fornaciari, pubblicato il 15 giugno 1987 dall'etichetta Polydor.

## Il disco
Il disco segnò la definitiva affermazione del bluesman reggiano nel panorama musicale italiano. Il produttore e il produttore esecutivo furono rispettivamente Corrado Rustici e Michele Torpedine. Come raccontato ne Il suono della domenica - Il romanzo della mia vita, l'intero album fu concepito in un periodo difficile della vita del cantante: l'imminente separazione dalla prima moglie Angela Figliè. Ne furono diretta conseguenza brani come Senza una donna (poi divenuta il più grande successo internazionale del cantante, anche grazie al duetto con Paul Young), scritta di getto e in cui Zucchero si immaginava già una vita separato dalla moglie, e Non ti sopporto più, concepita in un impeto d'ira contro, appunto, la moglie. Il testo di Hey Man è stato scritto in collaborazione con Gino Paoli, autore da solo di quello di Con le mani e coautore della musica di Bambino io bambino tu, la cui melodia è stata ripresa da My Woman, canzone del gruppo "Sugar & Candies", nel quale Zucchero ha militato prima del successo (e che verrà successivamente incisa anche da Paoli nell'album live Gino Paoli '89 dal vivo. La canzone Pippo, invece, è autoironica: è riferita ad un vecchio amico, soprannominato "Pippo", il quale, conscio della situazione sentimentale del cantante, corteggiò la moglie di quest'ultimo aggravando la situazione. Il testo del brano fu scritto a quattro mani con Vasco Rossi, che poi concesse a Zucchero la paternità delle strofe. Solo una sana e consapevole libidine salva il giovane dallo stress e dall'Azione Cattolica, è una frase che ripeteva spesso un suo professore di geometria di Carrara, al quale Zucchero, ancora studente, un giorno rispose con "salva il giovane dallo stress e dall'azione cattolica". Si tratta ovviamente di un omaggio all'amore libero, lontano dai veti della religione cattolica. Dune mosse, infine, è stata dai più considerata la vera perla dell'album, nonché uno dei brani di Zucchero che più si avvicinano al genere blues. Il testo del brano, il cui coautore è l'ormai deceduto fratello della moglie di Zucchero, Marco Figliè, all'epoca affetto da sclerosi multipla, fa ampio ricorso all'alternanza italiano-inglese e alla creazione di termini attingendo dallo slang di strada e dal dialetto, poi marchi di fabbrica di Fornaciari. La versione strumentale del brano (contenuta solo nell'edizione su CD) entrerà a far parte della colonna sonora del film Snack Bar Budapest di Tinto Brass con Giancarlo Giannini. 
Nel 1988, il promoter italiano di Miles Davis, Mimmo D'Alessandro, e Michele Torpedine decisero di far sentire il pezzo al famoso trombettista statunitense. Nell'ascoltare Dune mosse, Miles Davis rimase colpito e accettò di incidere una nuova versione del pezzo, poi pubblicata solo nel 2004 in Zu & Co., insieme a Fornaciari.
Successivamente saranno molte le collaborazioni con artisti importanti come BB King, Sting, Eric Clapton o Luciano Pavarotti.
Nel 1998 fu ristampato il CD in edizione digipak e con i brani rimasterizzati

## Tracce

### Versione originale
Testi e musiche di Zucchero, eccetto dove indicato.
1. Blue's Introduction – 0:15
2. Con le mani – 4:42 (testo: Gino Paoli)
3. Pippo – 4:44
4. Dune mosse – 5:35 (testo: M. Figliè)
5. Bambino io, bambino tu (Legenda) – 5:03 (testo: Zucchero, Ronnie Jones, Carlo Poggiani – musica: Albino Mammoliti, Gino Paoli)
6. Non ti sopporto più – 4:40
7. Senza una donna – 4:26
8. Into the Groove – 0:25
9. Hey Man – 4:30 (testo: Zucchero, Gino Paoli)
10. Solo una sana e consapevole libidine salva il giovane dallo stress e dall'Azione Cattolica – 4:50
11. Hai scelto me – 2:30
12. Dune mosse (strumentale, solo su CD) – 5:35

Durata totale: 47:15

### Versione natalizia
La versione natalizia presenta una copertina diversa dall'originale: le persone in posa sono vestite da Babbo Natale. In questa versione sono esclusi due brani: l'interludio Into the Groove e la versione strumentale del brano Dune mosse.
Testi e musiche di Zucchero, eccetto dove indicato.
1. Blue's Introduction – 0:15
2. Con le mani – 4:42 (testo: Gino Paoli)
3. Pippo – 4:44
4. Dune mosse – 5:35 (testo: M. Figliè)
5. Bambino io, bambino tu (Legenda) – 5:03 (testo: Zucchero, Ronnie Jones, Carlo Poggiani – musica: Albino Mammoliti, Gino Paoli)
6. Non ti sopporto più – 4:40
7. Senza una donna – 4:26
8. Hey Man – 4:30 (testo: Zucchero, Gino Paoli)
9. Solo una sana e consapevole libidine salva il giovane dallo stress e dall'Azione Cattolica – 4:50
10. Hai scelto me – 2:30

Durata totale: 41:15

### Versione spagnola
La versione spagnola presenta lo stesso contenuto della versione natalizia, ma la copertina è, ancora una volta, differente: le persone immortalate non sono quelle delle due precedenti.

### Versione a edizione limitata (2016)
Il vinile del disco è stato nuovamente pubblicato nel box set ad edizione limitata Studio Vinyl Collection del 2016.

## I video musicali
- Non ti sopporto più, su YouTube.
- Senza una donna (ft. Paul Young), su YouTube.
- Hey Man, su YouTube.
- Solo una sana e consapevole libidine..., su YouTube.

## Formazione
- Zucchero - voce, pianoforte
- Giorgio Francis - batteria
- Rosario Jermano - percussioni
- Polo Jones - basso
- Corrado Rustici - chitarra
- David Sancious - tastiera, organo Hammond
- Wayne Jackson - trombone, tromba
- Andrew Love - sax
- Clarence Clemons - sax tenore
- Eric Daniel - sax soprano
- James Thompson, Aida Cooper,  Arthur Miles, Simona Pirone, Coro di Voci Maschili della Chiesa Avventista - cori
- John Etchells - ingegneria del suono

## Successo commerciale
Vincitore del Festivalbar 1987 come album dell'anno, si tratta del primo album di grande successo dell'artista. L'album, infatti, vendette oltre 115 000 copie prima della pubblicazione ottenendo il primo disco d'oro per le oltre 100 000 copie vendute, oltre 600 000 copie nei primi quattro mesi (ottobre 1987), oltre 1 000 000 di copie nei primi sei mesi dalla pubblicazione (dicembre 1987) e 1 500 000 copie in Italia durante il primo anno di pubblicazione, mentre fu di circa 7 000 000 il totale di copie vendute nel mondo. È stato il disco italiano più venduto nell'anno 1987. Fino al 1989 era l'album più venduto nella storia della musica italiana, quando venne sorpassato da Oro, incenso e birra sempre di Zucchero.

## Classifiche

### Classifiche settimanali
| Classifica (1987) | Posizione |
| ----------------- | --------- |
| Europa            | 66        |
| Italia            | 1         |
| Paesi Bassi       | 43        |
| Svizzera          | 18        |

### Classifiche di fine anno
| Classifica (1987) | Posizione |
| ----------------- | --------- |
| Italia            | 1         |